# Casa de Gobierno (Mendoza)
La Casa de Gobierno es la sede del Poder Ejecutivo de la Provincia de Mendoza, en Argentina. Forma parte del Barrio Cívico de Mendoza, un pretencioso proyecto urbano que quedó inconcluso.

## Historia
La antigua Casa de Gobierno y Justicia se encontraba en la plaza Independencia, junto a la iglesia Matriz, la cárcel y el Club Social. Existió un proyecto de 1927 para trasladar la sede del Gobierno provincial al centro de esa plaza, pero finalmente fue descartado cuando la construcción ya había comenzado, demoliéndose lo poco que se había hecho.
El predio de 20 ha destinado a Centro Cívico fue utilizado a finales del siglo XIX para la Escuela Nacional de Agricultura, bajo el nombre de Quinta Agronómica de Mendoza.
En 1941, se abordó el Plan Regulador para Mendoza, un proyecto de neto corte moderno ideado por los arquitectos Bereterbide, Belgrano Blanco, Cravotto y Scasso, que buscaba zonificar la ciudad pensando a futuro y organizar los accesos y vías rápidas de tránsito. Siete años después, uno de los integrantes de ese equipo, Alberto Belgrano Blanco, fue contratado directamente por el Gobierno provincial para el diseño del nuevo barrio Cívico de Mendoza.
El 12 de junio de 1948 el Gobierno provincial anunció al público el proyecto del barrio Cívico en el predio de la vieja Quinta Agronómica. Se decidió darle prioridad a los edificios del Palacio de Justicia y de la Casa de Gobierno, por cuestiones de urgencia y necesidad, pero finalmente serían los dos únicas componentes del proyecto que se concretaron. Entre los edificios nunca construidos se cuentan la Legislatura, el Archivo de la Provincia, Oficinas Nacionales, la Residencia del Gobernador, entre otras.
Desvirtuando luego el proyecto original, se construirían en las siguientes décadas la Municipalidad de Mendoza, los Tribunales Federales, la Escuela de Bellas Artes y el Colegio Nacional, la Jefatura de Policía, la sede de Vialidad Nacional, el Centro de Prensa para el Mundial '78 (hoy Centro de Congresos “Emilio Civit”) y su Auditorio “Ángel Bustelo”.

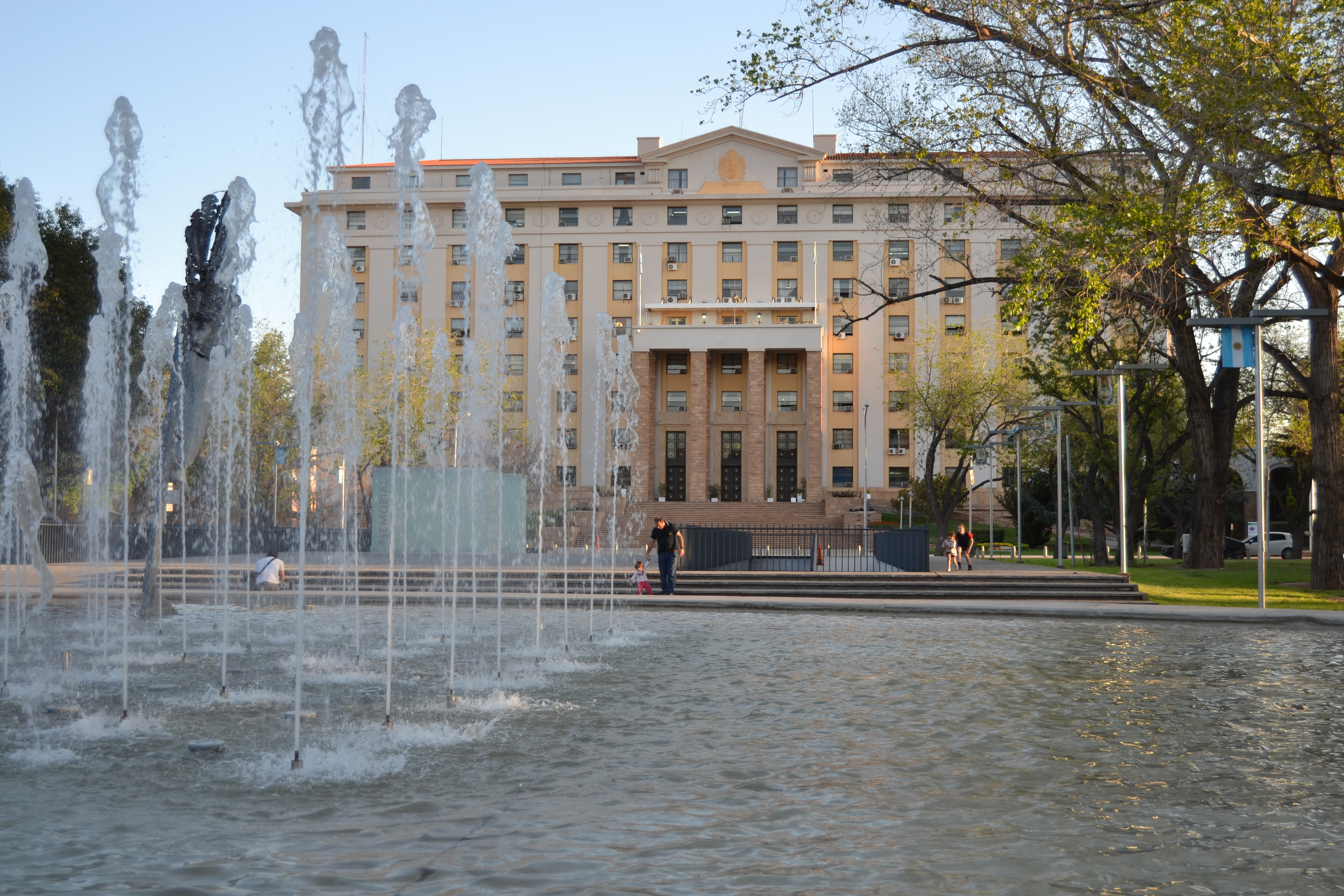
Edificio central y fuente

La obra de la Casa de Gobierno comenzó rápidamente y el ala este del edificio fue inaugurada en 1951, mudándose la oficina del Gobernador a esta porción del edificio. Las alas central y oeste se demoraron algunos años más, pero el conjunto estuvo concluido hacia 1958. 
La Casa de Gobierno fue declarada Patrimonio Cultural de la Provincia en 1995, y en 2010 comenzaron las obras de restauración general del edificio.

## Arquitectura
Sobre la fachada principal se destaca una imponente escalinata. El cuerpo central del edificio es clásico y racionalista, uniéndose a los laterales por pintorescas recovas. En su techo se advierte cierto regionalismo como las tejas coloniales. Su exterior es destacable la piedra con la que fue decorado, de tono amarillo, procedente de Cacheuta.